# Fondazione Museo della Shoah

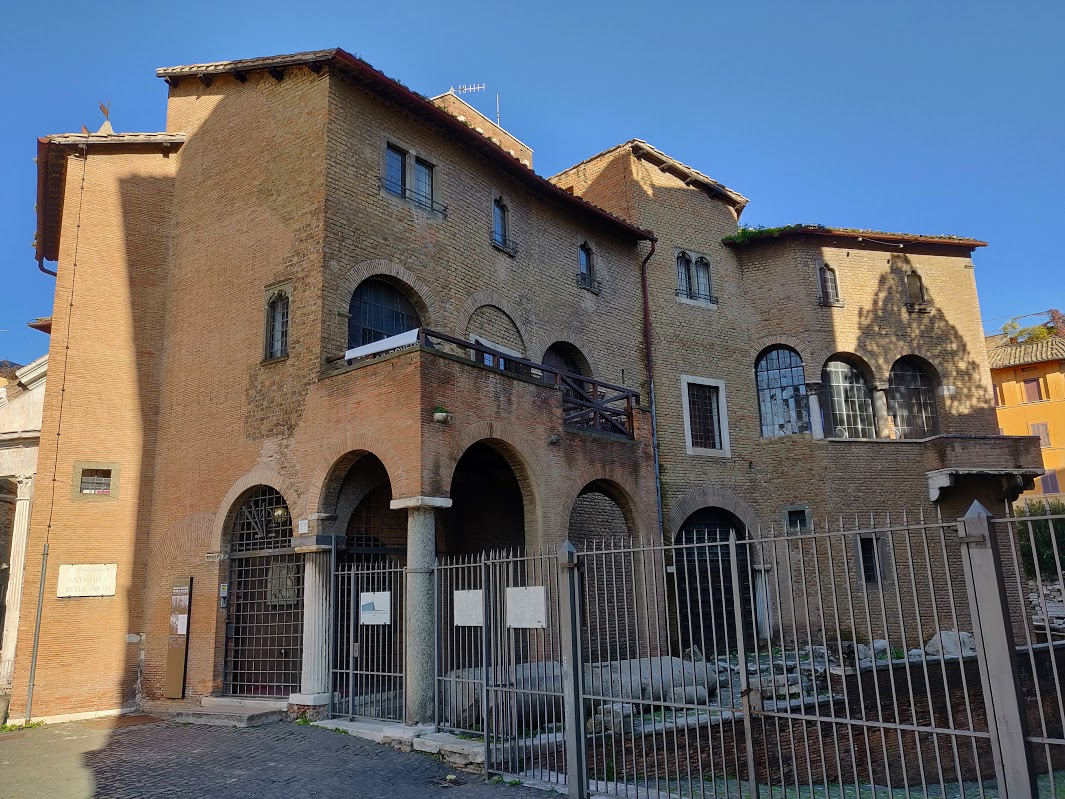
Ausstellungsräume der Fondazione Museo della Shoah in Rom

Die Fondazione Museo della Shoah ist eine gemeinnützige Stiftung mit Sitz in Rom.

## Geschichte
Die Stiftung wurde im Juli 2008 auf Initiative des Komitees zur Förderung des Projekts „Museo della Shoah“ (dt.: Museum der Shoah) gegründet. Das Komitee wurde Ende 2006 gegründet, um die Einrichtung eines Museums für die Shoah in Rom zu betreiben.
Der Hauptsitz der Stiftung (mit einer großen Bibliothek und Filmbibliothek) befindet sich in der Via Florida, 24, während sich die Ausstellungsräume der Stiftung in der Via del Portico d’Ottavia, 29 befinden.
Die Einweihung der Fondazione Museo della Shoah im Casina dei Vallati fand am 16. Oktober 2015 statt. 72 Jahre nach der Auflösung des jüdischen Ghettos in Rom durch die SS und der anschließenden Deportation der römischen Juden in die NS-Vernichtungslager. Die von der Stadt Rom der jüdischen Gemeinde überlassenen Räume wurden zunächst für Forschungs-, Trainings- und Bildungsaktivitäten im Zusammenhang mit dem Thema Erinnerung genutzt. Im Inneren des Gebäudes werden Dokumente, Fotos, Filme, Zeitungen und Hinterlassenschaften von über 70 Familien aufbewahrt und Veranstaltungen, wie Ausstellungen, Ausflüge, Konferenzen, Seminare und Konferenzen, organisiert.
Seit einigen Jahren kann man beim Auslandsdienst Österreichs einen Gedenkdienst an dessen Einsatzstelle im Museum ableisten.

### Gründungsmitglieder
Zu den Gründungsmitgliedern der Fondazione Museo della Shoah gehören die Stadt Rom, die jüdische Gemeinde in Rom, die Comunità ebraiche italiane (dt.: Vereinigung der Kinder der Shoah), die Unione delle comunità ebraiche italiane (dt.: ‚Verband der italienischen jüdischen Gemeinden‘ (UCEI)), die Provinz Rom und die Region Latium. Der Präsident der Organisation ist Mario Venezia.

## Aktivitäten

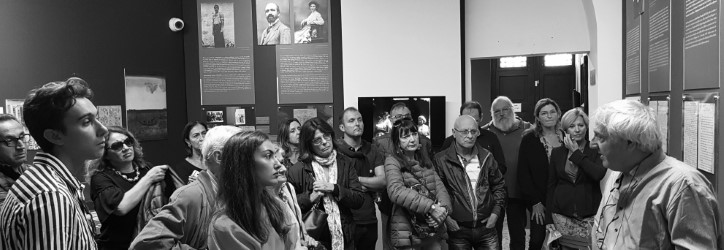
Ausstellung „1938 Zerbrochene Leben“

### Ausstellung „Vom Festland ins gelobte Land: Aliza Bet von Italien nach Israel, 1945–1948“
Am 25. November 2018 eröffnete die Stiftung im Ausstellungsraum in der Via del Portico d’Ottavia in Rom die Ausstellung „Vom Festland ins gelobte Land:....: Aliya Bet von Italien nach Israel, 1945–1948“. Die Ausstellung wurde von Rachel Bonfil und Fiammetta Martegani betreut und vom Eretz Israel Museum in Tel Aviv (MUZA) zusammengestellt. Die Ausstellung ist eine Geschichte in Bildern von der Reise durch Europa, der Ankunft in Italien (dem wichtigsten europäischen Anlegeland für die Migrantenschiffe nach Israel) und der Fahrt in das gelobte Land (dem entstehenden Staat Israel), die die Überlebenden der Shoah durchleben mussten. Sie hebt auch die Rolle Italiens hierbei hervor und benennt die verschiedenen italienischen institutionellen Hierarchien, die bei diesem Exodus eine Rolle gespielt haben.

### Ausstellung „1938 Zerbrochene Leben“
Es handelt sich um das zweite Kapitel des Ausstellungszyklus der Stiftung anlässlich des 80. Jahrestages der Verkündung des Rassenrechts in Italien.

### Ausstellung „Nur Pflicht über die Pflicht hinaus. Italienische Diplomatie angesichts der Verfolgung der Juden 1938–1943“
Die Ausstellung hebt das Thema der nationalsozialistischen und faschistischen, antisemitischen Propaganda hervor, indem sie die Motivationen, Formen, Dynamiken, Inhalte und Protagonisten dieses Phänomens analysiert.

### Wanderausstellung

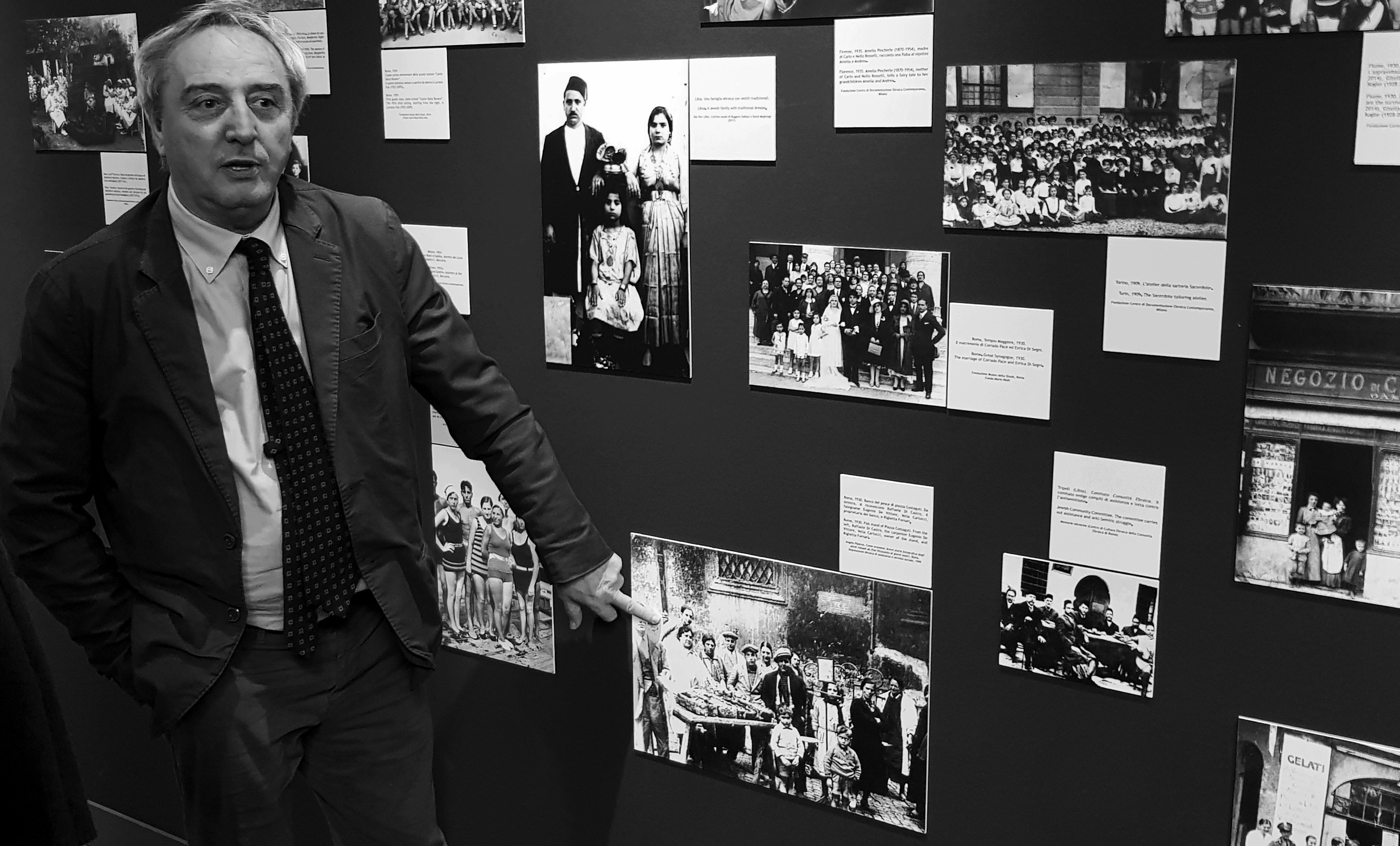
Marcello Pezzetti

Die Stiftung hat auch eine Reihe von Wanderausstellungen organisiert wie zum Beispiel: „Die feindliche Rasse. Die nationalsozialistische und faschistische antisemitische Propaganda“ im Palazzo Ducale in Lucca und „16. Oktober 1943 – La Razzia“ an der Universität Macerata, in der die Geschichte von mehr als 1000 Juden erzählt wird, die am 16. Oktober 1943 in Rom gefangen genommen und in das Vernichtungslager Auschwitz-Birkenau deportiert wurden; von ihnen kehrten nur 16 Personen, 15 Männer und eine Frau, nach Italien zurück.
Anlässlich des 80. Jahrestages der faschistischen Rassengesetze von Januar bis Mai 2018 organisierte die Stiftung in Zusammenarbeit mit der Abteilung für Chancengleichheit (it.: Dipartimento per le pari opportunità) des Ministerratspräsidiums und dem Nationalen Antirassismus-Büro (italienisch Ufficio nazionale antidiscriminazioni razziali, UNAR) die Wanderausstellung „1938 La storia“ in Cosenza (Liceo Fermi), Campobasso (Liceo Pagano), Ancona, Bologna, Tarent und Novara (Castello di Novara).
Alle Ausstellungen wurden von dem Historiker Marcello Pezzetti und von Sara Berger betreut.

### Sonstige Veranstaltungen
Im Jahr 2018 unterstützten die Mitarbeiter der Fondazione Museo della Shoah die Studenten des Liceo Linguistico Peano in Rom bei der Realisierung von wissenschaftlichen Projekten in einem Schul-Arbeits-Programm. Zusammen mit dem Verlag Gangemi Editore wurde in der Reihe „Storia, Filosofia, Religione“ auch das Buch „Die Jahre der Schande 1938–1945“ (italienisch Gli anni della vergogna 1938–1945. Il regime fascista, gli italiani e la persecuzione antiebreica) veröffentlicht. Der Text erklärt die Geburt, die Entwicklung und die Konsequenzen der antisemitischen Gesetze. Das Buch ist von der Fondazione für Höhere Schulen entwickelt worden.

## Veröffentlichungen (Auswahl)
- Amedeo Osti Guerrazzi: Gli specialisti dell’odio: delazioni, arresti, deportazioni di ebrei italiani (= Testi e studi della Fondazione Museo della shoah). Giuntina, Florenz 2020, ISBN 978-88-8057-871-0.
- Chiara Beccatini: La memoria dei campi: la Risiera di San Sabba, Fossoli, Natzweiler-Struthof, Drancy  (= Testi e studi della Fondazione Museo della shoah). Giuntina, Florenz 2022, ISBN 978-88-8057-930-4.
- Saul Friedländer: Lo sterminio degli ebrei : tra storia e memoria (= Testi e studi della Fondazione Museo della shoah). Herausgegeben von Simon Levis Sullam,  Giuntina, Florenz 2022, ISBN 978-88-8057-970-0.